# Ким Донг-джин
Ким Донг-джин (на корейски: 김동진, 金東進) е южнокорейски футболист, играещ на поста ляв защитник. Най-известен е като футболист на руския Зенит (Санкт Петербург), където играе в продължение на 4 сезона. Носител е на Купата на УЕФА и Суперкупата на УЕФА в състава на питерци. Има 62 мача и 2 гола за националния отбор на Южна Корея, с който участва на две световни първенства – през 2006 и през 2010 г.

## Клубна кариера
Започва да играе футбол в ученическите си години, като първоначално играе като нападател. В младежкия национален отбор на Южна Корея обаче е преместен на позицията на ляв бранител. През 2000 г. записва мачове за младежкия отбор на ФК Сеул и дебютира за мъжкия тим. Столичани печелят шампионата и при младежите, и при мъжете през този сезон. През 2002 г. тимът достига до финала на Азиатската шампионска лига. По време на престоя си в Сеул, Ким е използван на множество различни позиции – ляв бек, централен защитник, опорен халф, ляво крило, нападател. С тима печели Суперкупата на Южна Корея, а през 2004 г. попада в идеалния отбор на сезона на позицията на ляв халф.
През 2006 г. Дик Адвокаат, трениращ тогава националния отбор на страната, става треньор на руския Зенит. Холандецът привлича в състава Ким и сънародника му Ли Хо. Ким успява да спечели конкуренцията с Павел Мареш на поста на ляв бранител и се утвърждава като титулярен футболист в тима. През 2007 г. става шампион на Русия, като изиграва 24 мача, а в срещата с Том Томск вкарва 2 попадения, с което носи победата на своя отбор с 2:1. В края на сезона попада и в списък „33 най-добри“ под номер 2 на своя пост. В следващия сезон Ким играе по-рядко поради контузии, но печели Купата на УЕФА и Суперкупата на УЕФА. През 2009 г. записва 17 мача в шампионата на Русия, като Зенит завършва на трета позиция. По време на престоя си бива използван на ротационен принцип, като отляво на отбраната играе и Радек Ширл.
В началото на 2010 г. Зенит разтрогва контракта си с Ким поради здравословното състояние на играча. Сезон 2010 г. изиграва в тима на Улсян Хюндай. През 2011 г. се завръща във ФК Сеул, но записва едва 9 двубоя. През 2012 г. подписва с Ханчджоу Грийнтаун и играе два сезона в шампионата на Китай. В периода 2014 - 2015 е футболист на тайландския Муангтонг Юнайтед.

## Национален отбор
Дебютира за националния отбор през 2003 г. в мач срещу Хонг Конг. Участва на две Олимпиади (2004 и 2008), както и на две Световни първенства (2006 и 2010). През 2007 г. е част от отбора, спечели бронзовите медали в турнира за Купата на Азия.

## Успехи
- Шампион на Южна Корея – 2000
- Суперкупа на Южна Корея – 2001
- Шампион на Русия – 2007
- Купа на УЕФА – 2008
- Суперкупа на УЕФА – 2008